# Hippopsis pallida
Hippopsis pallida är en skalbaggsart som beskrevs av Carvalho 1981. Hippopsis pallida ingår i släktet Hippopsis och familjen långhorningar. Inga underarter finns listade i Catalogue of Life.